# 慶元県
慶元県（けいげん-けん）は中華人民共和国浙江省に位置する省直轄の県であり、しばらくの間、麗水市の代理管轄下に置かれている。

## 行政区画
- 街道：松源街道、濛洲街道、屏都街道
- 鎮：黄田鎮、竹口鎮、荷地鎮、左渓鎮、賢良鎮、百山祖鎮
- 郷：嶺頭郷、五大堡郷、淤上郷、安南郷、張村郷、隆宮郷、挙水郷、江根郷、竜渓郷、官塘郷

## 交通

### 鉄道
- 中国国家鉄路集団
  - 衢寧線（中国語版）
    - 慶元駅

### 道路
- 高速道路
  - 長深高速道路